# 魏俊緯
魏 俊緯（ぎ しゅんい、ウェイ・チュンウェイ、英語: Wei Chun-wei、2002年4月3日 - ）は、台湾の男子バドミントン選手。

## 経歴
ジュニア時代から、同い年の呉冠勛とペアを組み、世界ランクは最高で48位まで到達。